# Albionella propria
Albionella propria är en spindelart som beskrevs av Arthur M. Chickering 1946. Albionella propria ingår i släktet Albionella och familjen hoppspindlar. Inga underarter finns listade i Catalogue of Life.